# 나는 살인 청부업자를 고용했다
나는 살인 청부업자를 고용했다(Vertrag Mit Meinem Killer, I Hired A Contract Killer)는 스웨덴에서 제작된 아키 카우리스마키 감독의 1990년 드라마, 코미디 영화이다. 장 피에르 레오 등이 주연으로 출연하였고 아키 카우리스마키 등이 제작에 참여하였다.

## 출연

### 주연
- 장 피에르 레오
- 마기 클락

### 조연
- 케네스 콜리
- T.R. 보웬
- 안젤라 월쉬
- 닉키 테스코
- 찰스 코크
- 마이클 오허건
- 월터 스패로우
- 토니 로어
- 조 스트러머
- 피터 그레이브스
- 세르주 레지아니
- 아키 카우리스마키

## 제작진
- 미술: 존 엡든